# آکیهیرو ساتو
آکیهیرو ساتو (ژاپنی: 佐藤 昭大؛ زادهٔ ۳۰ اوت ۱۹۸۶) یک بازیکن فوتبال اهل ژاپن است.
از باشگاه‌هایی که در آن بازی کرده‌است می‌توان به باشگاه فوتبال سانفریس هیروشیما، باشگاه فوتبال اهیمه، باشگاه فوتبال کاشیما آنتلرز، باشگاه فوتبال رواسو کوماموتو و باشگاه فوتبال مونتدیو یاماگاتا اشاره کرد.